# 슬루프

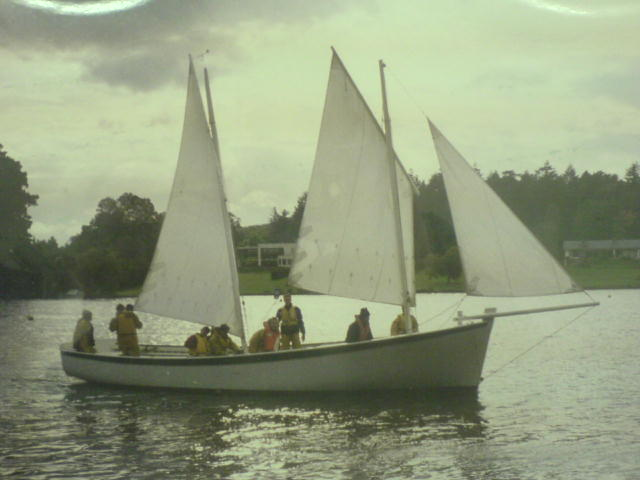

슬루프 (혹은 슬룹. 네덜란드어: sloep)는 범선의 일종으로, 한 개의 마스트로 세로돛(배의 중심선에 따를 방향의 돛)을 가지는 소형의 배를 가리킨다. 군함에도 슬루프라고 하는 함종이 있지만 형상이 달라, 범장형식(돛을 다는 형식)은 브리그(쌍돛대가 달린 항해용 범선)와 같은 종류에 해당된다.
슬루프는 삼각돛 1매와 마스트 1개라고 하는 점으로 커터(소형 범선)와 같은 범장(돛대, 돛의 장비)이다.

슬루프의 범장도.

## 군함으로서의 기능
18 세기부터 20 세기까지 이용된 프리게이트보다 소형의 군함이었다. 보통의 슬루프는 군함으로 분류하지 않았다. 슬루프와 프리게이트는 크기나 범장이 다르기 때문에, 슬루프형 포함(Sloop-of-war)라고 모두 불렸다. 항해 시대의 것은 한층 더 두꺼운 포갑판에 10문에서 20문의 대포를 탑재하고 있어, 2개나 3개의 돛대를 가지고 있었다. 돛대가 2개인 것을 브리그·슬루프, 3개인 것은 전장범선·슬루프로 분류하지만, 엄밀한 범장형식에 의한 구별은 아니고 돛대의 수에 의한 구별이며, 쉽·슬루프에서도 쉽 형식의 범장이라고는 할 수 없다. 주로 선단 호위함이나 연안 경비함으로서 이용되었다.
항해 시대부터 증기선의 시대로 지남에 따라, 포격함이나 구축함 등에 가려져서 별로 사용되지 않는 분류가 되었지만, 제1차 세계 대전 때에 초계형의 선단 호위함의 분류로서 영국 해군에서 부활했다. 그 후, 제2차 세계대전에 걸쳐서 선단 호위함외 함대형 소해정이나 초계 함정, 식민지 경비함 등이 다양한 성격의 소형함이 슬루프의 이름으로 건조되었다. 그러나, 보다 양산성의 높은 코르벳이나 프리게이트에 선단 호위함의 주력적인 위치는 옮겨졌고, 제2차 세계대전 중의 블랙 스완급 슬루프를 마지막으로 슬루프의 이름을 가지는 함은 더 이상 건조되어 있지 않다.
덧붙여 프랑스 해군의 식민지 통보함이나, 일본해군이 제2차 세계대전 중에 건조한 해방함(일본이 2차대전 중에 사용한 구축함의 일종) 등은, 영어 문헌에 대해 슬루프라고 분류되고 있는 일이 있었다.